# Álbum de estúdio

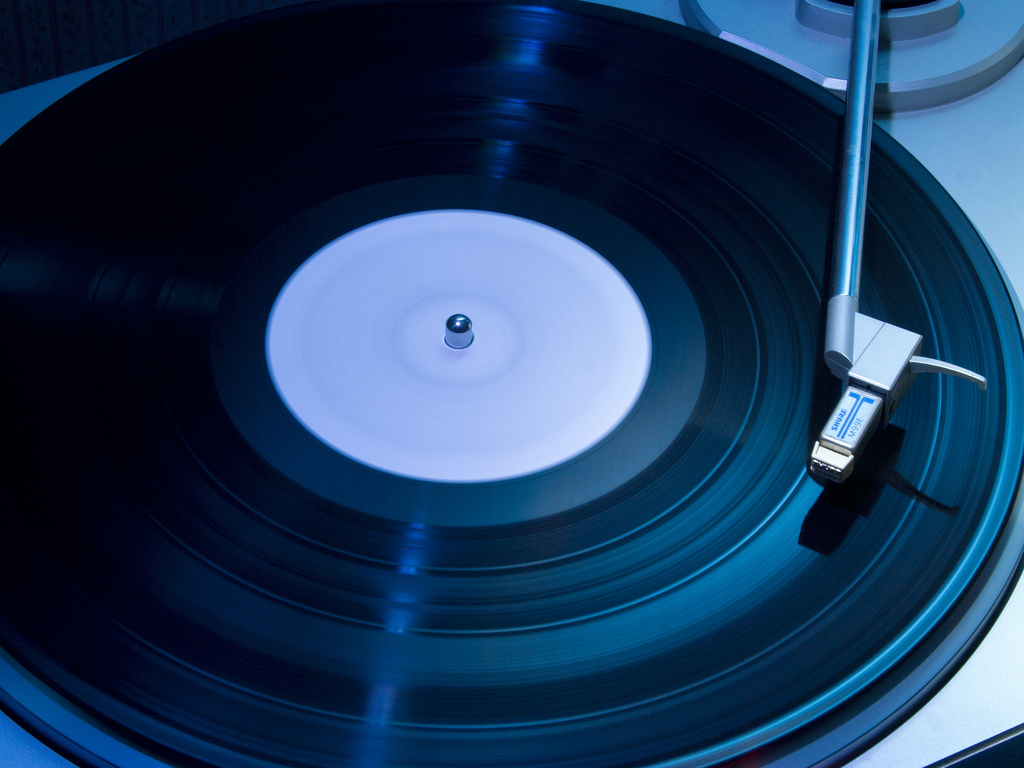
Um LP de vinil em um toca-discos

Um álbum de estúdio é uma coleção de gravações de áudio (como músicas) lançadas em mídias como disco compacto (CD), vinil, fita cassete (ou cartucho de 8 faixas) ou em formato digital. Os álbuns de som gravado surgiram no início do século XX como conjuntos de discos de 78 rotações por minuto (78 rpm), organizados em um livro encadernado semelhante a um álbum de fotos. Esse formato evoluiu após 1948 para discos de vinil de longa duração (LP), reproduzidos a 33+1⁄3 rpm.

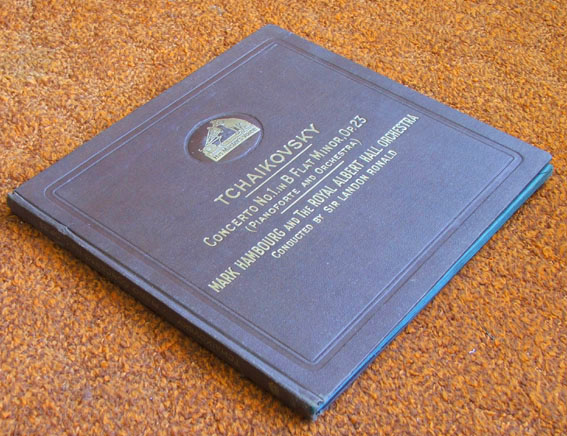
Os primeiros álbuns de gravação eram vários discos de 78 rpm embalados em forma de livro, como um álbum de fotografia

O álbum foi a principal forma de consumo e expressão da música gravada do final dos anos 1960 até o início do século XXI, período conhecido como a "era dos álbuns". Os LPs de vinil ainda são lançados, mas, no século XXI, as vendas de álbuns passaram a se concentrar principalmente nos formatos de CD e MP3. A fita de 8 faixas foi a primeira mídia de fita amplamente usada junto ao vinil entre 1965 e 1983, sendo gradualmente substituída pela fita cassete ao longo dos anos 1970 e início dos anos 1980. O cassete atingiu seu auge de popularidade no final dos anos 1980, mas teve um declínio acentuado nos anos 1990 e praticamente desapareceu na década de 2000.
A maioria dos álbuns é gravada em estúdio, mas também pode ser registrada em apresentações ao vivo, em casa, ao ar livre ou em diferentes combinações de locais. O tempo necessário para gravar um álbum varia de algumas horas a vários anos. O processo geralmente envolve várias tomadas, com diferentes partes gravadas separadamente e depois combinadas na mixagem. Gravações feitas em uma única tomada, sem sobreposição de faixas, são chamadas de "ao vivo", mesmo quando realizadas em estúdio. Os estúdios são projetados para absorver o som e eliminar reverberações, facilitando a mixagem; já locais como casas de shows e algumas salas de gravação possuem reverberação natural, criando um som mais "vivo". As gravações, incluindo as ao vivo, podem passar por edições, adição de efeitos sonoros e ajustes vocais. Com a tecnologia moderna, artistas podem gravar separadamente em locais ou momentos distintos, ouvindo as demais partes por fones de ouvido, com cada elemento registrado em uma faixa separada.

Os álbuns costumam incluir capas e encartes, muitas vezes acompanhados de informações adicionais, como análises da gravação e letras das músicas ou libretos. Historicamente, o termo "álbum" referia-se a uma coleção de itens organizados em formato de livro. No contexto musical, a palavra começou a ser usada no início do século XIX para descrever coleções de pequenas partituras impressas. Posteriormente, conjuntos de discos de 78 rpm passaram a ser reunidos em álbuns encadernados, já que cada lado de um disco de 78 rpm armazenava apenas cerca de 3,5 minutos de áudio. Com o surgimento dos LPs, uma coleção de músicas ou peças em um único disco passou a ser chamada de "álbum", e esse termo foi posteriormente estendido para outros formatos, como CD, MiniDisc, fita cassete, cartucho de 8 faixas e álbuns digitais.